# Arjonilla
Arjonilla és un municipi de 3.908 habitants (INE 2006) situat a l'oest de la província de Jaén, en la comarca de la Campiña de Jaén. Assenyalat en el llibre de Mariano José de Larra: "El doncel don Enrique el doliente" (1834), situant el seu argument en aquesta població i el seu castell medieval.
Població el recurs major de la qual és la recol·lecció de l'oliva i fabricació d'oli d'oliva, així com la terrisseria.